# Vicente Revellón
Vicente Revellón (4 juni 1950) is een voormalig profvoetballer uit Colombia, die gedurende zijn carrière als verdediger onder meer speelde voor Independiente Santa Fe. Hij nam met het Colombiaans voetbalelftal deel aan de Olympische Spelen van 1972 in München, waar de ploeg in de voorronde werd uitgeschakeld na nederlagen tegen Polen (5-1) en Oost-Duitsland (6-1), en een overwinning op Ghana (3-1).